# Miguel Ángel Asturias
Miguel Ángel Asturias Rosales, gvatemalski pesnik, pisatelj, dramatik, novinar in diplomat, * 19. oktober 1899, † 9. junij 1974.
Po študiju antropologije in indijske mitologije v pariški Sorbonni se je pričel ukvarjati s prevajanjem indijsko-mitološke literature v španščino ter uporabljati motive iz mitologije v lastnih delih. S tem je spodbudil zanimanje za pomen literature endogenih kultur, še posebej v lastni domovini, kot tudi pomen študija antropologije pri literarnem ustvarjanju. 
Zaradi svojega delovanja proti diktaturi v Gvatemali je večino življenja preživel v izgnanstvu v Južni Ameriki in Evropi. Šele v 60. letih 20. stoletja so njegova dela pritegnila tudi pozornost širšega občinstva. Leta 1966 je tako prejel Leninovo mirovno nagrado in naslednje leto še Nobelovo nagrado za književnost.
Leta 1966 ga je novoizvoljeni predsednik Gvatemale Julio César Méndez Montenegro rehabilitiral (vrnjeno mu je bilo gvatemalsko državljanstvo) ter ga imenoval za veleposlanika Gvatemale v Parizu; slednji položaj je zasedal do leta 1970. Zadnja leta življenja je preživel v Madridu, kjer je tudi umrl, medtem ko pa so ga pokopali na pariškem pokopališču Père Lachaise.